# Consuelo Adler
Consuelo Adler Hernández (Caracas, Venezuela el 6 de octubre de 1976) es una exreina de belleza y top model venezolana de gran cantidad de marcas en varios continentes. Ganadora del Miss Internacional 1997.

## Biografía
Nació en el Distrito Capital de Venezuela. Proveniente de una familia conservadora con ascendencia alemana de parte paterna. Consuelo creció en Caracas en donde cursó la carrera de leyes en la universidad. En ese momento le ofrecieron participar en el certamen Miss Venezuela y debido a su corta edad fue preciso prepararla durante varios meses. En 1996 entra al concurso como Miss Miranda. Ganó Miss Venezuela para Miss Internacional y Miss Fotogénica. El sábado 20 de septiembre de 1997 ganó Miss Internacional en el Kyoto Kaikan First Hall en Japón, llevándole la segunda corona a su país.

## Carrera
Después de ganar Miss International su carrera empezó fuerte en el modelaje mundial. Su primera agencia fue Ford Models en París. Logra participar en importantes desfiles de moda en los que incluye Yves Saint Laurent para la copa mundial Francia 98. Luego Consuelo cambia Ford por Marilyn MGM París lanzando su carrera aún más alto.
Hoy en día Consuelo Adler es una importante modelo que reside en Nueva York donde trabaja con la famosa agencia FORD. Aún sigue trabajando para agencias europeas como M4 Models y Wihelmina Nova en Alemania, Elite Model Management en Holanda y Profile Models en el Reino Unido.
Consuelo Adler es una modelo en ascenso que empieza a aparecer en publicidades para importantes marcas americanas como Clairol, Johnson & Johnson y Nivea entre muchas otras. Además del modelaje, Consuelo Adler va en miras de incursionar como actriz de televisión y cine en Estados Unidos.